# Choeromorpha callizona
Choeromorpha callizona är en skalbaggsart som först beskrevs av White 1856.  Choeromorpha callizona ingår i släktet Choeromorpha och familjen långhorningar.
Artens utbredningsområde är Sarawak. Inga underarter finns listade i Catalogue of Life.